# Prokop Adalbert Czernin von und zu Chudenitz
Prokop Adalbert Franz de Paula Joachim Joseph Czernin von und zu Chudenitz (in ceco Prokop Vojtěch Černín z Chudenic; Praga, 23 febbraio 1726 – Praga, 26 gennaio 1777) è stato un nobile boemo.

## Biografia

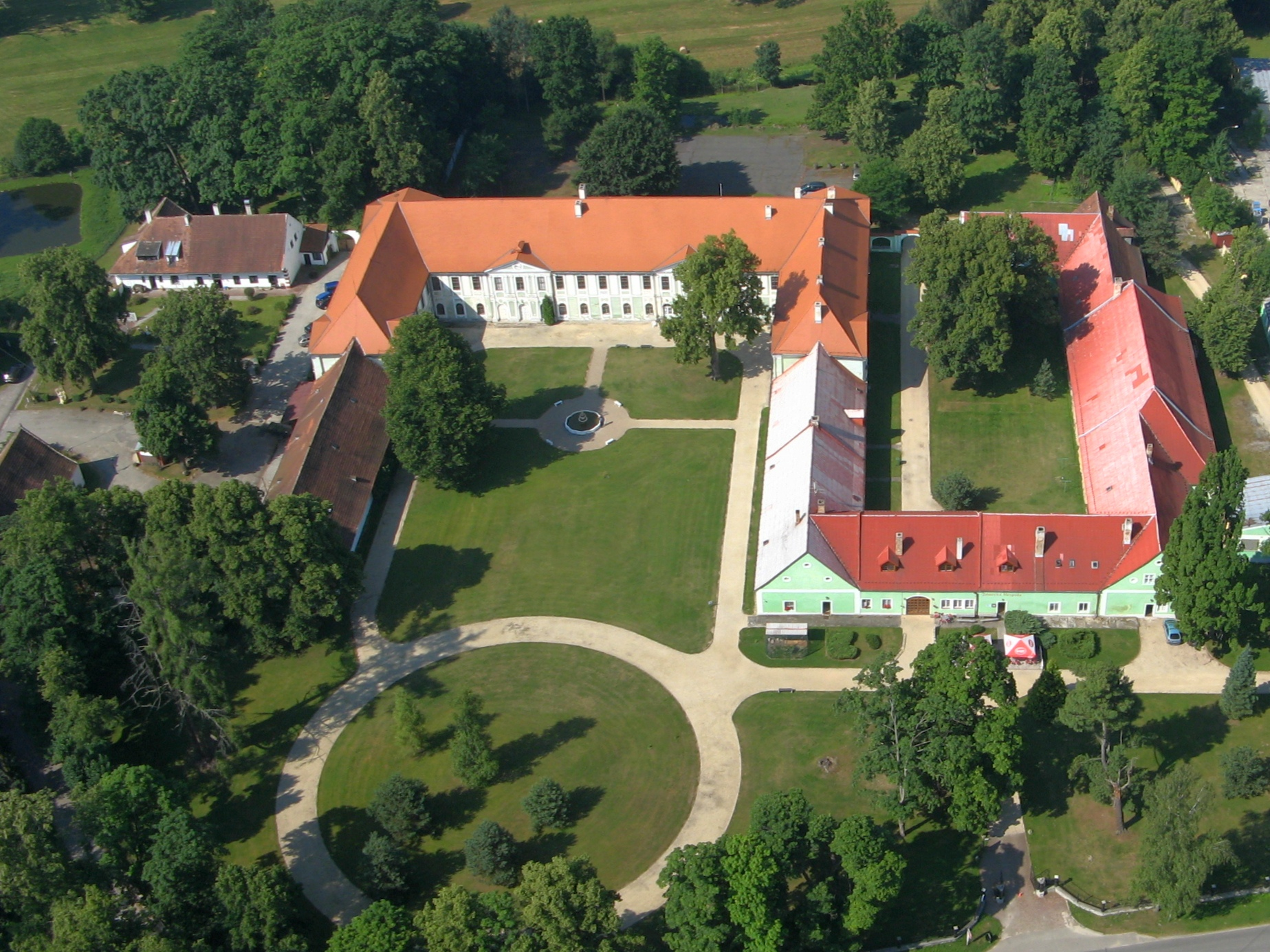
La residenza di caccia di Jemčina dove Prokop Adalbert visse gran parte della sua vita

Prokop Adalbert era figlio secondogenito del conte Franz Joseph Czernin von und zu Chudenitz (1697–1733), consigliere privato dell'imperatore, e di sua moglie Isabella Johanna Maria Catharina de Mérode-Westerloo (1703–1780). Suo fratello maggiore Vaclav Johann morì prima di lui e pertanto lui rimase l'erede delle proprietà del genitore. Perse il padre a soli sette anni, ma la situazione che ereditò era problematica, con pesanti debiti che sua madre riuscì a coprire sino al raggiungimento della sua maggiore età concedendo ai suoi creditori il pagamento di un interesse annuo al 6% sui prestiti ottenuti. Malgrado ciò, fu necessario vendere alcune delle proprietà della casata. Alla morte di suo zio Anton nel 1739 ne ereditò parte delle sostanze, il che gli consentì di appianare i debiti del padre.
Nel 1743-1744 studiò legge all'Università Carolina di Praga. Tra l'ottobre 1744 e il gennaio 1746 intraprese un grand tour in Germania, nei Paesi Bassi ed in Inghilterra. Nel corso di questo viaggio studiò per un breve periodo all'università di Leida nei Paesi Bassi (dicembre 1744 - giugno 1745). Tornato a Praga, quando la situazione finanziaria finalmente glielo permise, divenne uno dei principali mecenati dell'arte e della cultura della capitale boema. In particolare incentivò il teatro Divadlo v Kotcích di Praga, dove fu il primo, a partire dal 1771, a proporre spettacoli in lingua ceca, e mantenne poi rapporti amichevoli ed una fitta corrispondenza con il suo direttore, Johann Joseph Brunian.
Durante la Guerra dei Sette Anni (1756–1763) mise a disposizione il suo castello di Jindřichohrad per l'esercito austriaco, allestendovi un ospedale da campo che venne utilizzato per diversi anni. Il 13 giugno 1773 a Jindřich Hradec scoppiò un violento incendio che colpì 47 case e non risparmiò nemmeno il castello, colpendo il tetto in più punti, tre strutture ausiliarie e la cappella locale, due birrifici e una diga. Prokop Adalbert si ritrovò di nuovo senza i fondi necessari per riparare la struttura, che iniziò a cadere in rovina. Anche il teatro venne colpito dall'incendio cittadino.
A differenza del padre, non ricoprì incarichi politici, ma come lui aveva la passione per la caccia ed anche interessi  nel campo della musica. Negli anni 1748–1753 fece ricostruire il castello di caccia Jemčina, nella regione di Třeboň, la cui linea tardo barocca fu progettata dall'architetto Anselmo Lurago. Al castello realizzò la creazione di un teatro di corte, come pure di una scuderia.
Prokop Adalbert morì, a 50 anni, nel 1777 e venne sepolto, come suo padre, nella cappella di San Sigismondo nella cattedrale di Praga.

## Matrimonio e figli
Il 28 giugno 1746, a Vienna, sposò Gundakara Maria Antonia von Colloredo (21 aprile 1728 – 2 ottobre 1757), figlia del vicecancelliere imperiale Rudolph Joseph von Colloredo (1706–1788) e di sua moglie, Maria Isabella von Starhemberg (1707 –1793). I due si incontrarono nel 1745 a Francoforte sul Meno, città che Prokop ebbe modo di visitare nel corso del suo grand tour e dove la ragazza si trovava, dal momento che il padre era stato lì convocato per l'elezione del nuovo imperatore. Da questa unione nacquero quattro figlie e il futuro erede Johann Rudolph.
- Maria Gabriela (25/05/1747 – 31/07/1807, Vienna), sposò in prime nozze il 28 ottobre 1766 il conte Joseph Václav von Trauttmansdorff (20/7/1739 – 4/12/1769); in seconde nozze il 22 settembre 1772 sposò Heinrich Franz von Rottenhan (3/9/1738 – 14/2/1809)
- Maria Josepha (21 dicembre 1748 – 9 luglio 1811), sposò il 12 maggio 1777 il conte Alois von Ugarte (15/12/1749 – 18/11/1817, Graz)
- Maria Antonia (30 marzo 1750 Vienna - 25 aprile 1801 Vienna), sposò il 28 aprile 1773 il conte Johann Nepomuk von Lützow (4/8/1742, Doupov – 7/2/1822, Salisburgo)
- Marie Isabella (20 ottobre 1755 – 16 giugno 1763)
- Johann Rudolph (9/6/1757, Vienna – 23/4/1845, Vienna), sposò il 22 ottobre 1781 a Vienna la contessa Maria Theresia Josepha von Schönborn-Heussenstamm (7/6/1758, Vienna – 23/2/1838, Vienna)

Dopo la morte della prima moglie, si risposò il 18 agosto 1759 con la contessa Maria Tereza Rajská z Dubnice (17/5/1736, Siracusa – 5/2/1780, Praga), figlia di František Václav Rajský z Dubnice († 1741) e di sua moglie Marie Aloisia Lažanské da Bukova (1705–1778). Dalla seconda moglie ebbe altri undici figli:
- Maria Teresa (14 maggio 1761 – dopo il 1784), sposò nel 1784 il conte Karl von Overichies
- Franz de Paula Joseph (25 ottobre 1763 – 9 settembre 1794)
- Walpurga (9/2/1765 – circa 1765)
- Wolfgang Maria (2 febbraio 1766 – 21 dicembre 1813), sposò il 7 ottobre 1795 la principessa Maria Antonia di Salm-Neuburg (16/4/1776 – 31/3/1840)
- Aloisia Johana Gabriela (24/03/1767 – circa 1768)
- Johann Prokop Kamil (2 marzo 1768 – 10 maggio 1771)
- Petr Vojtěch Johann Nepomuk (17 febbraio 1769 – 1796, ferito nella battaglia di Lipsia)
- Marie Anna (13 marzo 1770 – † giovane)
- Marie Caroline Ludmila (15 aprile 1772 – 16 dicembre 1842), sposò il 17 luglio 1797 il conte Karel Thyfibiart a Königsbrack (15/9/1763 – 3/3/1850)
- Prokop Johann (15 marzo 1773 – † giovane)
- Marie Franziska (9 marzo 1775 – aprile 1847), monaca a Praga

## Albero genealogico
|                                                      |                      |                                                                | Genitori                                                    |  |  | Nonni |  |  | Bisnonni                                      |  |  | Trisnonni                            |  |
|                                                      |                      |                                                                |                                                             |  |  |       |  |  | Humprecht Johann Czernin von und zu Chudenitz |  |  | Johann Baptist Czernin von Chudenitz |  |
|                                                      |                      |                                                                |                                                             |  |  |       |  |  | Humprecht Johann Czernin von und zu Chudenitz |  |  | Johann Baptist Czernin von Chudenitz |  |
|                                                      |                      | Susanna Homuth von Harasov                                     |                                                             |  |  |       |  |  | Humprecht Johann Czernin von und zu Chudenitz |  |  |                                      |  |
| Hermann Jakob Czernin von und zu Chudenitz           |                      |                                                                |                                                             |  |  |       |  |  | Humprecht Johann Czernin von und zu Chudenitz |  |  |                                      |  |
|                                                      |                      | Maria Diana Ippoliti di Gazoldo                                | Paolo Ippoliti, marchese di Gazoldo                         |  |  |       |  |  |                                               |  |  |                                      |  |
|                                                      |                      | Maria Diana Ippoliti di Gazoldo                                | Paolo Ippoliti, marchese di Gazoldo                         |  |  |       |  |  |                                               |  |  |                                      |  |
|                                                      |                      | Maria Diana Ippoliti di Gazoldo                                | Ippolita Fantini                                            |  |  |       |  |  |                                               |  |  |                                      |  |
| Franz Joseph Czernin von und zu Chudenitz            |                      | Maria Diana Ippoliti di Gazoldo                                |                                                             |  |  |       |  |  |                                               |  |  |                                      |  |
|                                                      |                      | Jan Jiri Jáchym Slavata z Chlumu a Kosumberka                  | Jáchym Oldrich Slavata z Chlumu a Kosumberka                |  |  |       |  |  |                                               |  |  |                                      |  |
|                                                      |                      | Jan Jiri Jáchym Slavata z Chlumu a Kosumberka                  | Jáchym Oldrich Slavata z Chlumu a Kosumberka                |  |  |       |  |  |                                               |  |  |                                      |  |
|                                                      |                      | Jan Jiri Jáchym Slavata z Chlumu a Kosumberka                  | Maria Franziska Theresia von Meggau                         |  |  |       |  |  |                                               |  |  |                                      |  |
| Maria Josefa Slavata z Chlumu a Kosumberka           |                      | Jan Jiri Jáchym Slavata z Chlumu a Kosumberka                  |                                                             |  |  |       |  |  |                                               |  |  |                                      |  |
|                                                      |                      | Maria Margareta von Trauttson                                  | Johann Franz von Trauttson                                  |  |  |       |  |  |                                               |  |  |                                      |  |
|                                                      |                      | Maria Margareta von Trauttson                                  | Johann Franz von Trauttson                                  |  |  |       |  |  |                                               |  |  |                                      |  |
|                                                      |                      | Maria Margareta von Trauttson                                  | Christiane Elisabeth von Mansfeld                           |  |  |       |  |  |                                               |  |  |                                      |  |
| Prokop Adalbert Czernin von und zu Chudenitz         |                      | Maria Margareta von Trauttson                                  |                                                             |  |  |       |  |  |                                               |  |  |                                      |  |
|                                                      | Maximilian de Mérode | Floris de Mérode                                               |                                                             |  |  |       |  |  |                                               |  |  |                                      |  |
|                                                      | Maximilian de Mérode | Floris de Mérode                                               |                                                             |  |  |       |  |  |                                               |  |  |                                      |  |
|                                                      | Maximilian de Mérode | Anna de Bronckhorst                                            |                                                             |  |  |       |  |  |                                               |  |  |                                      |  |
| Jean-Philippe-Eugène de Mérode-Westerloo             | Maximilian de Mérode |                                                                |                                                             |  |  |       |  |  |                                               |  |  |                                      |  |
|                                                      |                      | Isabella-Margaretha de Mérode                                  | Ferdinand-Philippe de Mérode                                |  |  |       |  |  |                                               |  |  |                                      |  |
|                                                      |                      | Isabella-Margaretha de Mérode                                  | Ferdinand-Philippe de Mérode                                |  |  |       |  |  |                                               |  |  |                                      |  |
|                                                      |                      | Isabella-Margaretha de Mérode                                  | Marie Madeleine Eugénie de Gand-Villain                     |  |  |       |  |  |                                               |  |  |                                      |  |
| Isabella Johanna Maria Catharina de Mérode-Westerloo |                      | Isabella-Margaretha de Mérode                                  |                                                             |  |  |       |  |  |                                               |  |  |                                      |  |
|                                                      |                      | Nicolò Pignatelli di Noia, VIII duca ex uxor di Monteleone     | Giulio Pignatelli, II principe di Noia                      |  |  |       |  |  |                                               |  |  |                                      |  |
|                                                      |                      | Nicolò Pignatelli di Noia, VIII duca ex uxor di Monteleone     | Giulio Pignatelli, II principe di Noia                      |  |  |       |  |  |                                               |  |  |                                      |  |
|                                                      |                      | Nicolò Pignatelli di Noia, VIII duca ex uxor di Monteleone     | Beatrice Carafa di Noia                                     |  |  |       |  |  |                                               |  |  |                                      |  |
| Maria Teresa Pignatelli                              |                      | Nicolò Pignatelli di Noia, VIII duca ex uxor di Monteleone     |                                                             |  |  |       |  |  |                                               |  |  |                                      |  |
|                                                      |                      | Giovanna Pignatelli di Monteleone, VIII duchessa di Monteleone | Andrea Fabrizio Pignatelli d'Aragona, VI duca di Monteleone |  |  |       |  |  |                                               |  |  |                                      |  |
|                                                      |                      | Giovanna Pignatelli di Monteleone, VIII duchessa di Monteleone | Andrea Fabrizio Pignatelli d'Aragona, VI duca di Monteleone |  |  |       |  |  |                                               |  |  |                                      |  |
|                                                      |                      | Giovanna Pignatelli di Monteleone, VIII duchessa di Monteleone | Antonia Teresa Pimentel de Quiñones y Benavides             |  |  |       |  |  |                                               |  |  |                                      |  |
|                                                      |                      | Giovanna Pignatelli di Monteleone, VIII duchessa di Monteleone |                                                             |  |  |       |  |  |                                               |  |  |                                      |  |